# Football Club Baník Ostrava
El Football Club Baník Ostrava es un club de fútbol de la zona de Silesia en la ciudad de Ostrava, República Checa. El club fue fundado en 1922 como SK Slezská Ostrava, nombre que debe al distrito de Slezská donde se ubica la sede del club en la ciudad. Ejerce como local en el estadio Bazaly, que tiene capacidad para 17.372 espectadores. Los colores tradicionales del club son el azul y el blanco. Actualmente juega en la Gambrinus liga.
"Baník" significa "minero", en alusión a la profesión de sus fundadores
El Baník es uno de los clubes históricos, tanto de Checoslovaquia como, posteriormente, de la República Checa. Habiendo ganado numerosos campeonatos nacionales entre ellos tres ligas checoslovacas y una liga checa. Los grandes rivales del Baník son el Sparta Praga y disputa el derbi regional de Silesia con el SFC Opava. El club y sus aficionados mantienen lazos de unión con el GKS Katowice, de la región de Silesia de Polonia.

## Entrenadores
|  | - Glass (1923–1935) - Karel Nenál (1936) - Karel Böhm (1936–1937) - Karel Hromadník (1937) - Ladislav Holeček (1937) - Vilém Lugr (1938) - Karel Böhm (1938) - Karel Texa (1938) - Karel Böhm (1938) - Zdeněk Stefflik (1938–1939) - Antonín Křišťál (1939–1940) - Karel Böhm (1940–1941) - Evžen Šenovský (1941) - Antonín Rumler (1941–1942) - Václav Horák (1942–1943) - František Jurek (1943–1945) - František Bělík (1945–1946) - František Kuchta (1946) - Josef Kuchynka (1946–1948) - Gavač (1948) - Václav Horák (1948–1949) - Miroslav Bartoš (1949–1949) - František Bičiště (1949–1950) - Jaroslav Šimonek (1950–1951) - Rudolf Vytlačil (1951–1952) - Bedřich Šafl (1952) | - Jaroslav Šimonek (1952–1956) - František Szedlacsek (1956–1957) - Antonín Honál (1957) - František Bičiště (1957–1958) - Jaroslav Vejvoda (1958–1960) - František Bufka (1960–1964) - Zdeněk Šajer (1965) - František Bičiště (1966) - Jiří Křižák (1966) - Jozef Čurgaly (1967) - Oldřich Šubrt (1967–1969) - Jiří Rubáš (1969–1970) - František Ipser (1970–1971) - Zdeněk Stanco (1971) - Karol Bučko (1972–1972) - František Šindelář (1972–1972) - Tomáš Pospíchal (1972–1975) - Jiří Rubáš (1976–1977) - Evžen Hadamczik (1978–1983) - Stanislav Jarábek (1983–1984) - Josef Kolečko (1984–1986) - Milan Máčala (1986–1990) - Jaroslav Gürtler (1990–1992) - Ivan Kopecký (1992) - Jaroslav Janoš (1992) - Verner Lička (1992–1995) | - Jaroslav Janoš (1995) - Ján Zachar (1995) - Jaroslav Jánoš (1995) - Ján Zachar (1995-1996) - Petr Uličný (1996–1997) - Verner Lička (1997–2000) - Rostislav Vojáček (2000) - Milan Bokša (2000) - Jaroslav Gürtler (2000–2001) - Verner Lička (2001) - Jozef Jarabinský (2001–2002) - Erich Cviertna (2002–2003) - Pavel Vrba (2003) - František Komňacký (2003-2004) - Jozef Jarabinský (2004-2005) - Pavel Hapal (2005–2006) - Karel Večeřa (2006–2009) - Verner Lička (interino) (2009) - Miroslav Koubek (2009-2010) - Verner Lička (interino) (2010) - Karol Marko (2010–2011) - Pavel Malura (2011–2012) - Radoslav Látal (2012) - Martin Pulpit (2012–2013) - Tomáš Bernady (2013–) |

## Palmarés

### Torneos nacionales
Ligas Nacionales: 4
- Liga de Checoslovaquia (3): 1976, 1980, 1981
- Liga de la República Checa (1): 2004

Copas nacionales: 8
- Copa de Checoslovaquia (3): 1973, 1978, 1991

- Copa de la República Checa (5): 1973, 1978, 1979, 1991, 2005

### Torneos internacionales amistosos
- Copa Mitropa (1): 1989
- Supercopa Mitropa (1): 1989

## Participación en competiciones de la UEFA
| Temporada | Torneo                 | Ronda             | Club             | Casa | Visita | Global      |
| --------- | ---------------------- | ----------------- | ---------------- | ---- | ------ | ----------- |
| 2004–05   | UEFA Champions League  | 3° Clasificatoria | Bayer Leverkusen | 2–1  | 0–5    | 2–6         |
| 2004–05   | UEFA Cup               | 1R                | Middlesbrough    | 1–1  | 0–3    | 1–4         |
| 2005–06   | UEFA Cup               | 1R                | SC Heerenveen    | 2–0  | 0–5    | 2–5         |
| 2008–09   | UEFA Cup               | 3° Clasificatoria | Spartak Moscow   | 0–1  | 1–1    | 1–2         |
| 2010–11   | UEFA Europa League     | 2° Clasificatoria | FC WIT Georgia   | 0–0  | 6–0    | 6–0         |
| 2010–11   | UEFA Europa League     | 3° Clasificatoria | Dnepr Mogilev    | 1–2  | 0–1    | 1–3         |
| 2024–25   | UEFA Conference League | 2° Clasificatoria | Urartu           | 5–1  | 2–0    | 7–1         |
| 2024–25   | UEFA Conference League | 3° Clasificatoria | Copenhagen       | 1–0  | 0–1    | 1–1 (1–2 p) |